# Higo blanco de Georgia
 'Higo Blanco de Georgia ' o también el sinónimo de  'Higo Amarillo de Georgia' es un cultivar de higuera Ficus carica de higos color verde suave a blanco o a amarillo suave. Cultivados en Georgia en la región de Kajetia en sus zonas media y norte son capaces de ser cultivadas en zonas equivalentes a la USDA Hardiness Zones 5b a más cálida.

## Sinonimia
- „თეთრი ლეღვი“,
- „Georgia White Fig“,
- „Georgia White Hybrid Fig“,[4]

## Características
Las higueras Higo Blanco de Georgia es una variedad de raza blanca consiste en varios clones, que se pueden distinguir por las formas clónicas de los higos que son de gran importancia. tienen hábito de árbol grande y vigoroso con brazos  extendidos.
Esta variedad es bífera; generalmente produce una pequeña cantidad de fruta Breva (0-2 Brevas por brote). Los frutos Breva son grandes (70 cm³) con tallos cortos y gruesos de fines de abril hasta el 20 y 25 de julio. Las brevas no están maduras todos los años; Su madurez depende del clima del año.
Las principales frutas de la cosecha son de tamaño medio (40 cm³), de forma oblata (índice (ancho / largo) = 1,42) casi sin cuello. La pulpa tiene un color blanco amarillento con sabor aromático. La cosecha principal de higos maduran entre el 15 de agosto y el 10 de septiembre.
La piel del higo es bastante delgada, que en la plena madurez del higo se agrieta fácilmente a la carne. El color de la piel es amarillento, con rayas verdosas, y cuando está maduro, adquiere un color amarillo limón.
Las higueras Higo Blanco de Georgia son aptos para la siembra en USDA Hardiness Zones 5b a más cálida, producirá mucha fruta durante la temporada de crecimiento, incluso si se congela el suelo en el invierno. El fruto de este cultivar es de tamaño mediano a pequeño y rico en aromas.
Esta variedad es autofértil y no necesita otras higueras para ser polinizada.

## Cultivo
'Higo Blanco de Georgia' son higueras resistentes al frío en áreas donde las temperaturas mínimas invernales no caen por debajo de 5 grados F. (-15 C.). Hay que tener en cuenta, sin embargo, que el tejido del tallo puede dañarse incluso a mucho más de 5 grados F., especialmente si se trata de un periodo prolongado de frío. Las higueras resistentes al invierno asentadas o maduras de varios años son más propensas a sobrevivir a un periodo frío prolongado. Los árboles jóvenes son más propensos a morir en suelos helados, especialmente si tienen "pies encharcados" o raíces cerca de la superficie.
La higuera crece bien en suelos secos, fértiles y ligeramente calcáreos, en regiones cálidas y soleadas. La higuera no es muy exigente y se adapta a cualquier tipo de suelo, pero su crecimiento es óptimo en suelos livianos, más bien arenosos, profundos y fértiles. Aunque prefiere los suelos  calcáreos, se adapta muy bien en suelos ácidos. Teme el exceso de humedad y la falta de agua. En estos 2 casos, se producirá el amarilleamiento de las hojas.
Las temperaturas de -10 a -20 grados F (-23 a -26 C) definitivamente matarán a la higuera. De todas maneras en estas zonas y como prevención necesitará algún tipo de protección para el invierno con acolchamiento de los suelos con una gruesa capa de restos vegetales. En la primavera aparecerán ramas vigorosas (y fruta) si el pie ha sido protegido contra las fuertes heladas

## Usos
Esta variedad se aprovecha para hacer mermeladas, higos secos y panes de higos secos, de gran reputación. 